# 香港旗
香港旗（英語：Hong Kong Flag），又稱英屬香港旗（British Hong Kong Flag），是英屬香港時期代表香港的旗幟，由英國藍船旗衍生。香港旗於1871年首度出現，一直使用至1997年香港主權移交為止。在此期間，旗幟設計曾經歷四次的轉變。

## 歷史

### 開埠初期及初版旗幟
與大部分大英帝國殖民地一樣，在香港開埠初期仍未設計專屬旗幟之時，以英國國旗代表香港。
1842年，香港當局制定了香港公印，用作在政府公務文件上蓋上，以代表香港政府。此公印之背景是維多利亞港景色，唐式及英式帆船各有一艘，岸邊有兩名華人、一個英國商人及若干貨物。此圖被普遍稱為「阿群帶路圖」或海港圖。
1868年7月，英國理藩院要求殖民地皇室代理（Crown Agent）參考香港公印的設計，為香港設計屬地旗旗章。設計師Messrs. Thomson & Son of Wapping使用英國藍船旗為底色，參考香港徽章下方的「阿群帶路圖」圖案後，構建出香港旗的旗章。然而，旗章的質素卻比香港公印差得多，原公印中很多細節被簡化，包括原本在左側坐下的華人被改成站立姿態、畫功精緻的貨品被改成簡單的四方體及加上原徽章沒有出現的山頂訊號站。當這個版本的香港旗首次亮相後，香港社群皆對其差劣畫功為之嘩然，時任總督麥當奴爵士隨即與行政局商討有關事宜。他在會議中指出，旗章的製作和設計均有嚴重缺陷。1869年7月，他向當時的殖民地大臣加連威老伯爵（尖沙咀的加連威老道便是以其命名）提出抗議，並同時提出在旗上應使用不列顛尼亞女神和英國獅子等代表物。1870年2月，這些意見由殖民地部報告予殖民地王室代理，王室代理於同年4月遞交兩個改良版「阿群帶路圖」方案予殖民地部考慮，而這次旗章的設計師為Messrs. J.S. & A.B. Wyon of Regent Street。
1870年，輔政司提出新的旗幟式樣：以英國藍色軍旗為底，旗章印有白色英國皇冠，其下有「HK」字樣（香港英文縮寫）。1873年，「HK」字樣刪去，皇冠改用彩色；但由於缺乏可靠資料，皇冠的確實式樣、是否印有「HK」仍難以確定。此旗一直使用至1876年，後被「阿群帶路圖」旗章版本取代。

### 「阿群帶路圖」版本旗幟
1875年，英國政府向所有殖民地發出邀請，給予機會各屬地設計屬於自己的旗幟。因此，早前的「阿群帶路圖」改良版方案再次被採納，並於1876年5月開始在香港裏使用。1905年，由於英國政府需重新編著各屬地旗幟的叢書，因此要求各屬地核實他們的旗幟樣式。1910年，此書正式出版，在此書裏的香港旗旗章樣式雖然與1869年的改良版相似，但在一些小細節上有輕微的差別，包括山頂上的十字型交叉變成了一支旗桿、左側的華人站立姿態更為端正、華人的唐裝袖子加大以符合實際外貌，及三人的外貌更為優雅。此版本的「阿群帶路圖」旗章香港旗從1910年使用至1955年，之後被第二次改良版的「阿群帶路圖」取代。
新任英國君主伊利沙伯二世在1953年登基，作為香港政府官方印章的香港公印需要配合新元首即位而進行修改。1954年，由於香港政府需要複製1843年的香港徽章，這個百多年前的「阿群帶路圖」徽章的精美畫功再次成為話題。時任總督葛量洪爵士在行政局開會時，也認同1843年的徽章比正在使用中的旗章更為精美，便萌生修改旗章的想法，他向殖民地大臣提出把旗章上的「阿群帶路圖」改良的建議，隨即獲得接納。1955年12月，經過第二次改良的「阿群帶路圖」旗章正式使用，取代了舊版旗章，新版旗章在細節上皆變得更為仔細。不過，經此修改的旗幟只使用了四年，便於1959年被附有香港徽號的新版本旗幟取代。
- 香港公印（1842年）
- 香港旗旗章的初稿（1868年）
- 香港旗初版「阿群帶路圖」旗章（1876年－1955年）
- 香港旗第二版「阿群帶路圖」旗章（1955年－1959年）

### 香港徽號版本旗幟
香港日佔時期開始後，香港政府官員皆淪為戰俘，被押往赤柱拘留營監禁。在拘禁期間，時任郵政司榮鐘士在拘留營內為香港設計了一個徽章，香港重光後，徽章的設計於1947年被呈予港督楊慕琦爵士參閱。然而，楊慕琦並不厭惡原有「阿群帶路圖」，因此更換旗章的建議最終不了了之。
1958年5月，時任港督柏立基爵士希望重製香港旗章，因此向殖民地部請示。殖民地部向柏立基說明申請新旗章的程序，又建議他提供一個大概的新旗章樣本予該部參考。港督之後委託副輔政司韓美洵負責設計和準備新旗章的草圖，然後交由地政測量處總繪圖員鍾惠霖（W. E. Jones）繪製，值得注意的是，韓美洵雖被委以設計徽號的工作，但事實上他作為政務官員，並沒有藝術工作的背景。無論如何，新旗章的樣本於1958年9月獲港督會同行政局通過，隨後於1958年10月送呈殖民地大臣，再經由紋章院和傳令官院作最終修訂，香港徽號及新旗章亦由此誕生，隨後於1959年1月21日獲英女皇伊利沙伯二世批准採用。1959年3月7日，附有新旗章的香港旗由菲臘親王在伊利沙伯醫院奠基禮儀式上，代表英女皇頒授予港督柏立基爵士。1959年7月27日，英女皇再由監國代表批准香港徽號用於香港旗上。
此外，自1959年起使用的香港旗幟，還有一個非官方的紅色軍旗版本，此民用旗在1980年代後期曾經短時間地用於香港商船之上。

## 設計

香港旗的墨線圖

香港旗的定位圖：
|         | 蓝            | 白          | 红          |
| ------- | ------------- | ----------- | ----------- |
| RGB     | 0, 36, 125    | 255-255-255 | 207, 20, 43 |
| Hex     | #00247D       | #FFFFFF     | #CF142B     |
| CMYK    | 100.72.0.18.5 | 0.0.0.0     | 0.91.76.6   |
| Pantone | 280 C         | "safe"      | 185 C       |

## 使用
在第二次世界大戰結束和香港重光後，雖然香港仍然作為英國的殖民地，但香港旗是代表香港的國際標誌，之後香港參加國際組織均是使用香港旗。香港於1996年在美國亞特蘭大奧運會取得香港歷史上首面奧運獎牌兼金牌，這款具有香港徽章的香港旗在英國國歌的伴隨下，在舉行奧運會頒獎禮的會場上緩緩升起。

### 香港主權移交後
香港主權移交後，香港旗在公開場合曾幾乎消失。

### 代表香港本土運動
由於香港旗在1997年香港主權移交前是代表香港的象徵，近年部分本土派使用此旗作為宣揚香港本土化運動的一部分。2010年起，香港旗以及根據其改作的龍獅旗在不同的香港社會運動中出現，英國廣播公司視之為香港人不滿中共統治香港的現況和香港本土意識抬頭的象徵。
- 圖為一面香港旗，攝於2011年的七一遊行。
- 2012年示威者在中聯辦門外揮舞香港旗。
- 2014年元旦遊行，香港旗和英國國旗在維多利亞公園飄揚。
- 2015年捍衞沙田，示威人士聚集在新城市廣場一期3樓展覽廊通道集會，有人手持「香港旗」揮舞，高呼「香港獨立」。
- 正展示香港旗的市民，攝於2010年的七一遊行。

### 相關事件
2015年9月3日，香港足球代表隊作客深圳對陣中國隊時，美國霍士體育誤用英屬香港旗代替香港特區區旗。

## 設計改動
| 旗帜 | 日期                                                                   | 设计 | 叙述 |
| ---- | ---------------------------------------------------------------------- | --- | --- |
|      | 1871年－1876年5月23日 （共使用5年）                                    | 以英國藍色軍旗為底，右下角印有白色英國皇冠，其下有「HK」字樣（香港英文縮寫）。1873年，「HK」字樣刪去，皇冠改用彩色。 | 由於缺乏可靠資料，皇冠的確實式樣、是否印有「HK」仍難以確定。1879年，海軍上將許可重新採用早前被廢棄、配有英國海外領土徽章的旗幟設計。 |
|      | 1876年5月24日－1941年12月25日 1945年8月16日－1955年12月 （共使用75年） | 改用以香港開埠時英國商人與香港商人通商時情景的阿群帶路圖。                                                           | |
|      | 1955年12月－1959年7月26日 （共使用4年）                                | 阿群帶路圖中的圖案作出改良。                                                                                         | |
|      | 1959年7月27日－1997年6月30日 （共使用38年）                            | 改用香港徽號。 | 徽號最初由郵政司榮鐘士於日佔時期在赤柱拘留營內所繪。                                                                                 |

## 衍生設計

### 龍獅旗
2011年5月，香港網民以香港殖民地時期的香港旗為藍本製作香港城邦自治或香港獨立運動的代表旗幟。
- 龍獅旗

### 引用
1. ↑  Smith, Whitney. . .   [2016-06-11]. （原始内容存档于2016-10-11）. （页面存档备份，存于）
2. ↑  . Hong Kong Economic Journal. 2015-10-01  [2016-06-11]. （原始内容存档于2016-02-02）. （页面存档备份，存于）
3. ↑  Flag Badges, Seals and Arms of Hong Kong, G.C.Hamilton, 1963, PP. 9-14
4. ↑  Hamilton, 1963, PP. 15-16
5. ↑  Hamilton, 1963, P. 17
6. ↑  Hamilton, 1963, P. 33
7. ↑  Hamilton, 1963, PP. 37－39
8. ↑  香港人物歷史專頁相關條目 （页面存档备份，存于），香港人物歷史專頁／Hong Kong Biographical History Page，2014-06-28
9. ↑  . 蘋果日報. 2016-01-17  [2020-12-04]. （原始内容存档于2020-12-04）. （页面存档备份，存于）
10. ↑  . 香港電台. 2015-09-04  [2017-05-23]. （原始内容存档于2018-12-15）. （页面存档备份，存于）